# Броненосцы типа «Кайзер Фридрих III»
Броненосцы типа «Кайзер Фридрих III» — тип эскадренных броненосцев флота Германии конца XIX века. Все пять броненосцев этого типа были названы именами германских императоров.
Серия также именуется типом «Кайзер». В конструкции башен этих броненосцев впервые использовали установку ствола в люльке. Их улучшенной версией стали броненосцы типа «Виттельсбах».

## Проектирование и постройка
Проект кораблей был разработан в период с 1892 по 1894 год на основе проекта броненосцев типа «Бранденбург», который был переработан германскими инженерами. В целях экономии средств на постройку новых броненосцев, проектное водоизмещения ограничили в 11 000 тонн.

## Конструкция

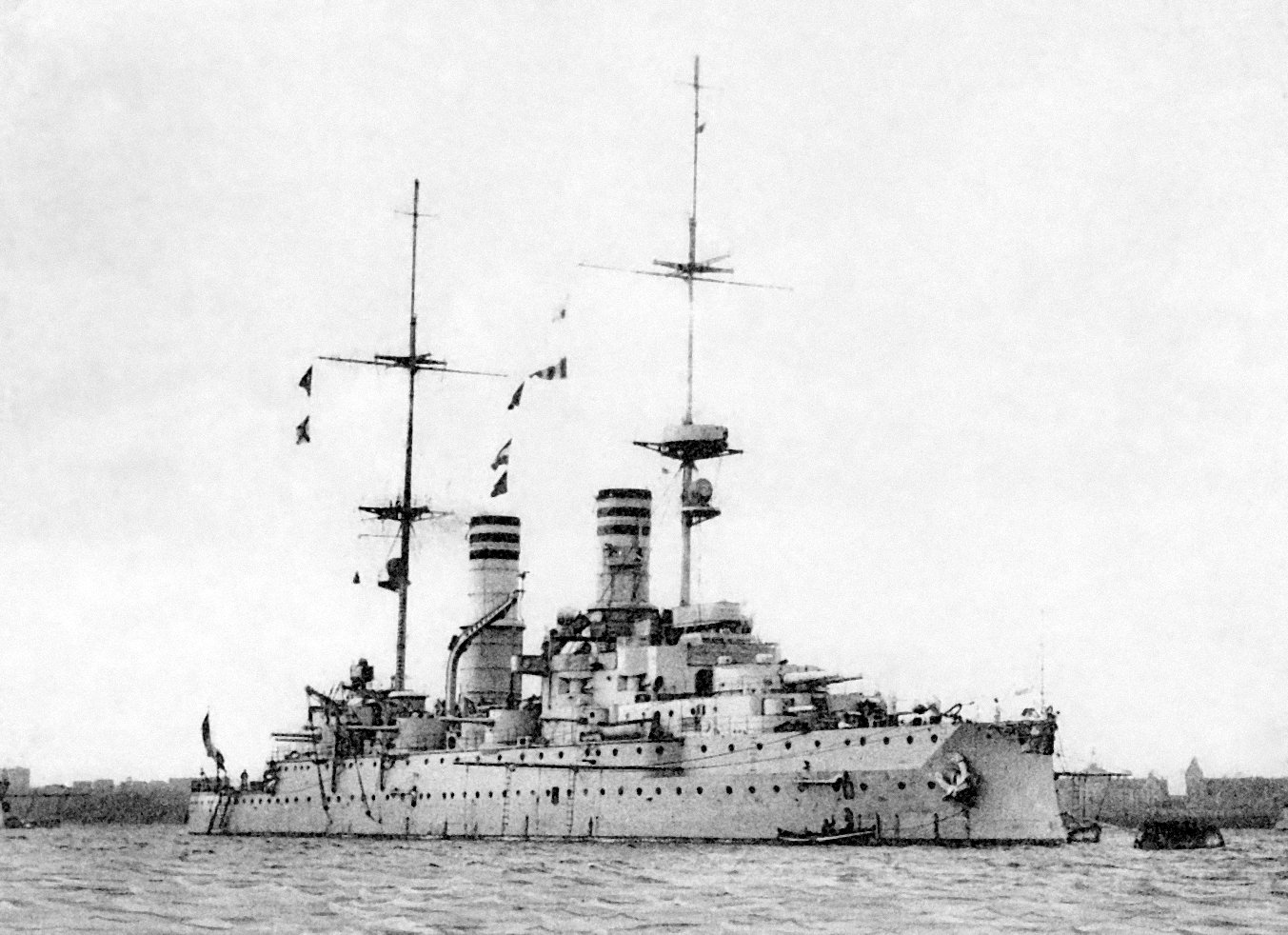
Кайзер Барбароса

Корпус корабля состоял из клёпанных стальных листов и имел двенадцать отсеков. Двойное дно шло на протяжении 68,5 % длины корпуса.
Носовую башню главного калибра установили на одну палубу выше верхней, а кормовую на одну палубу ниже той же верхней, в результате носовая башня оказалась на две палубы выше кормовой. Разница в высоте стволов орудий составляла 4,5 м. Такая разница в высоте стволов орудий не применялась на боевых кораблях других морских держав, поскольку затрудняла осуществление одновременной наводки при стрельбе обеих башен по одной цели. На броненосцах следующей серии германские конструкторы исправили этот недостаток.
Корабль мог совершать поворот на угол до 15° за 12 секунд. Это допускалось при небольшом волнении и на тяге до 40 %. При этом корпус давал крен и имел метацентр в пределах 917—1180 мм. Корабль нёс шесть видов шлюпок, включая ялы. Один сантиметр осадки соответствовал увеличению водоизмещения на 19,2 тонны.

### Вооружение
Отличительной особенностью всех немецких додредноутов стали основные орудия относительно небольшого калибра при многочисленной и мощной вспомогательной артиллерии.
На кораблях стояли четыре 240 мм пушки в двухорудийных башнях в носовой и кормовой части. Орудия имели угол возвышения 30°, угол склонения −5°. Это позволяло вести огонь на 16 900 м . Орудия стреляли двумя типами бронебойных снарядов одинакового веса по 140 кг, делая до одного выстрела в минуту. Один тип длиной 2,8 калибра (672 мм) с донным взрывателем имел разрывной заряд 2,88 кг (2 %). Второй — длиной 2,4 калибра (576 мм) представлял собой сплошной снаряд (болванку) с бронебойным колпачком. Практическая скорострельность составляла два выстрела в три минуты. Боезапас каждого орудия состоял из 75 снарядов. Эти орудия имели одинаковую скорострельность с 343 мм орудиями броненосцев типа «Роял Соверен» и медленнее 305 мм орудий броненосцев типа «Маджестик». Такой результат следует приписать применению тяжеловесного клинового затвора, обращение с которым было гораздо труднее, чем с поршневыми затворами английской и французской систем. У англичан весьма совершенный по своему устройству поршневой затвор со ступенчатой нарезкой (Велина) требовал для своего открывания и закрывания всего 5-7 секунд.
В конструкции башен впервые использовали установку ствола в люльке. Люлька представляет собой полый цилиндр, в котором лежит ствол. Эта конструкция оказалась наиболее рациональной и используется до настоящего времени.
Кормовые башни броненосцев «Кайзер Фридрих III» и «Кайзер Вильгельм II» по своей конструкции были одинаковые с башнями броненосцев типа «Бранденбург», на них боеприпасы подавались примитивным способом.
На двух первых броненосцах типа «Кайзер» частично (носовые башни), на трёх остальных полностью, применили вращающуюся орудийную платформу с подвешенным к ней элеватором боеприпасов. Впервые её применили на британском броненосце «Цезарь». Теперь элеватор выходил из погреба боеприпасов позади орудий и вращался вместе с башней. Одновременно с достоинствами новый способ имел недостатки. Башню нужно было устанавливать на верхней палубе. Теперь башня с подвешенным элеватором и платформами уходила глубоко в подводную часть корабля, при этом она занимала больше места, и для её установки в палубе требовалось отверстие большего диаметра. Барбеты большего диаметра нужно было вести до броневой палубы, в то время как прежние элеваторы требовали только один узкий бронированный колодец. Вес бронирования башни с барбетом значительно вырос.
Средний калибр составляли восемнадцать 150 мм орудий, шесть из которых находились в одиночных башнях, а остальные — в казематах. Эти орудия стреляли бронебойными снарядами со скорострельностью около 5 выстрелов в минуту. На каждое орудие приходилось 120 выстрелов, в сумме 2160. Стволы поднимались на 20° и опускались на 7°. Максимальная дальность — 13 700 м. На броненосцах типа «Кайзер» артиллерия среднего калибра стала едва ли не главным оружием корабля для стрельбы по морским целям.
Противоминный калибр составляли двенадцать 88-мм/30 орудий, которые стреляли снарядами весом 7 кг с начальной скоростью у среза ствола орудия 616 м/с. Снаряд длиной 2,6 калибра (230 мм) имел разрывной заряд весом 0,22 кг (3 %). В гильзе весом 3,9 кг помещалось 1,02 кг трубчатого пороха марки С/89. Унитарный патрон (снаряд с гильзой) весил 11 кг. Угол снижения стволов орудий составлял 10°, возвышения 20°, дальность 38 каб. (6890 м). Скорострельность составляла восемь выстрелов в минуту. Общий боекомплект состоял из 3000 выстрелов или по 250 снарядов на ствол.
Их дополняли двенадцать 37-мм скорострельных револьверных пушек.
37-мм пушки стреляли унитарными патронами весом 0,67 кг на дальность 3800 м (21 каб.). Снаряд весил 0,45 кг. В гильзе помещалось 44 г трубчатого пороха марки С/97. Общий боекомплект включал 18 000 унитарных выстрелов или по 1500 на ствол. Эти пушки демонтировали и заменили на восемь 8-мм пулемётов во время модернизации 1907-10 годов на всех броненосцах, кроме «Кайзера Карла дер Гроссе», который модернизацию не проходил.
Также корабль имел шесть 450 мм подводных торпедных аппаратов.
Для вооружения десантных партий имелись две 6 см десантных пушки и 367 винтовок Gewehr 1888 (потом mod 98) и 80 револьверов mod. 79, заменённых впоследствии пистолетами М.1904.

### Бронирование
Корабли этого типа несли цементованную броню Круппа, обладавшую почти двукратной сопротивляемостью по сравнению со сталежелезными плитами брони типа «Компаунд». Использовалась французская система бронирования — «всё или ничего». Толщина брони пояса изменялась, как по протяженности, так и по высоте. Толщина нижней кромки пояса в скобках. Имели 300(180) мм пояс в миделе, 150(100) мм в носовой части и 200(120) мм в кормовой. Плиты броневого пояса установили на 150-200-мм прокладку из тикового дерева и крепили гужонами. Палуба была покрыта 65 мм бронёй. Боевая рубка имела броню в 250 мм со всех сторон и 30 мм на крыше. Орудийные башни главного калибра были защищены 250 мм бортовой бронёй. Башни среднего калибра имели 150 мм бортовую броню и 70 мм бронирование крыши. Казематы имели броню в 150 мм.
Защита, в целом, соответствовала стандартам того времени, но малая площадь бронирования оставляла практически весь корабль беззащитным перед новыми снарядами со взрывчаткой на основе пикриновой кислоты (лиддит, мелинит, шимозе).

### Силовая установка
Броненосцы оснащались тремя четырёхцилиндровыми вертикальными паровыми машинами тройного расширения, которые вращали три винта. Каждая паровая машина имела один цилиндр высокого давления, один цилиндр среднего давления и два цилиндра низкого давления. Сначала пар поступал в цилиндр высокого давления, после выполнения там работы — в цилиндр среднего давления и, наконец, в два цилиндра низкого давления. Золотники приводились в движение посредством кулисы Стефенсона.
Проектная скорость составляла 17,5 узлов (32 км/ч). При запланированной мощности в 13 тыс. л. с., во время испытаний двигатели показали мощность от 13 053 до 13 949 л. с. (9733 и 10 402 кВт), а максимальная скорость между 17,2 и 17,8 узлов (31,8 и 33,0 км/ч). Так при ходовых испытаниях на Неукругской мерной миле паровые машины «Кайзера Фридриха III» развили мощность на валах 13 053 л. с., что при частоте вращения валов 107 об/мин, обеспечило кораблю скорость хода 17,3 узла (на 0,2 узла ниже контрактной). Расход угля в среднем составил 58,2 кг/л. с. в час. Дальность хода была 3420 морских миль (6333 км) с экономической скоростью 10 узлов (19 км/ч). Полный запас угля 1070 тонн, нормальный 650.
На броненосцах «Кайзер Фридрих III» и «Кайзер Вильгельм II» постройки имперской верфи в Вильгельмсхафене пар вырабатывался двенадцатью котлами.
На броненосце «Кайзер Фридрих III» в заднем и среднем КО установили по два на каждом борту (всего восемь, 32 топки) огнетрубных котла цилиндрического типа, в переднем также по два на каждом борту водотрубных котла типа Торникрофта с односторонней топкой (всего 8 топок), вырабатывающие пар с рабочим давлением 12 кГс/см². Поверхность нагрева составляла 3390 м².
Три паровые машины броненосца «Кайзер Барбаросса» при рабочем давлении пара 13,5 атм., и числе оборотов коленчатого вала 110 об/ мин в сумме развивали около 13 800 л. с. Поверхность нагрева составляла 3738 м².
На броненосце «Кайзер Вильгельм II» в заднем и среднем КО также установили по два на каждом борту (всего восемь, все поперечно расположенные, 32 топки) огнетрубных котла цилиндрического типа, в переднем также по два на каждом борту водотрубных котла морского типа (системы Шульца) с односторонней топкой (всего четыре, 8 топок), вырабатывающие пар с рабочим давлением 12 кГс/см². Поверхность нагрева составляла 3560 м².
Установленные на броненосцах «Кайзер Фридрих III» и «Кайзер Вильгельм II» огнетрубные котлы цилиндрического типа с обратным ходом пламени, вырабатывающие пар с рабочим давлением 12 кГс/см², с диаметром корпуса 4,24 м и длиной 3,29 м, были изготовлены из листовой стали, водяная цистерна имела объём 19 м³, паросборник 6,83 м³.
Установленные на броненосце «Кайзер Фридрих III» водотрубные котлы Торникрофта состояли из трёх нижних, горизонтально расположенных, водяных цилиндров диаметром 500 мм и одного верхнего диаметром 1100 мм. Последний являлся паросборником и соединялся с тремя нижними водяными цилиндрами 1212, облуженными кипятильными трубами (38 рядов) внутренним диаметром 28 мм с толщиной стенки 2 мм. Поверхность нагрева составляла 370 м², колосниковой решётки 6,4 м². Высота дымовой трубы от поверхности колосниковой решётки составляла 27,2 м.
Водотрубные котлы типа Торникрофта в 1,75 раза были эффективнее котлов цилиндрического типа и в 1,15 раза водотрубных котлов морского типа (системы Шульца).
Энергетическая установка при массе 1430 т имела удельный вес 110 кг/л. с..
«Кайзер Фридрих III», «Кайзер Карл дер Гроссе» и «Кайзер Барбаросса» оснащались трёхлопастными винтами диаметром 4,5 м.
«Кайзер Вильгельм дер Гроссе» и «Кайзер Вильгельм II» оснащались двумя трёхлопастными винтами ∅ 4,50 м и одним четырёхлопастным винтом ∅ 4,2 м. 
Электроэнергией эти два броненосца обеспечивали пять шунтовых динамомашин производства фирмы «Сименс и Гальске» напряжением 74 В общей мощностью 320 кВт. На «Кайзер Фридрих III» и «Кайзер Вильгельм II» стояли четыре генератора общей мощностью 240 кВт.

## Представители
- «Кайзер Фридрих III»[нем.] — спущен на воду в марте 1895 г.
- «Кайзер Вильгельм II»[нем.] — спущен на воду в октябре 1896 г.
- «Кайзер Вильгельм дер Гроссе»[нем.] — спущен на воду в январе 1898 г.
- «Кайзер Барбаросса»[нем.] — спущен на воду в августе 1898 г.
- «Кайзер Карл дер Гроссе»[нем.] — спущен на воду в сентябре 1898 г.

## История
После ввода в строй, корабли несли боевое дежурство до 1906 года. Между 1907 и 1910 годами, были модернизированы (за исключением «Кайзер Карл дер Гроссе»). В ходе модернизации четыре 150 мм орудия и один торпедный аппарат были демонтированы, а на их места, на верхнем деке, поставили 88 мм орудия, срезали часть надстроек, а трубы удлинили. В результате у броненосцев несколько улучшились остойчивость и мореходность.
В 1911 году с реорганизацией флота и вводом в строй новых дредноутов, корабли типа «Кайзер Фридрих III» были сведены в Третью эскадру и поставлены в резерв.
В 1914 году, с началом Первой мировой войны пять кораблей образовали Пятую эскадру флота. В феврале 1915 корабли вывели из активной службы во второй раз. «Кайзер Вильгельм дер Гроссе» переоборудован в плавучую мишень, «Кайзер Вильгельм II» — в штабной корабль, а три других корабля стали плавучими тюрьмами. В 1917 году «Кайзер Фридрих III» стал плавучим бараком во Фленсбурге. Все корабли (за исключением «Кайзер Вильгельм II», списанного в 1921 году) были исключены из списков в 1919 году. В 1922 году все пять кораблей были порезаны на металл, а части с «Кайзер Фридрих III» и «Кайзер Вильгельм II» были представлены в музее военной истории Бундесвера в Дрездене.